# 기린초
기린초(麒麟草)는 돌나물과에 딸린 여러해살이풀이다. 한국, 일본, 중국, 동시베리아 등에 분포한다. 학명은 Sedum kamtschaticum Fisch. & Mey.이며 생약명은 백삼칠(白三七)이다.

## 생태
한국에서는 중부 이남 산의 바위 겉에 붙어서 자란다. 줄기는 굵은 뿌리줄기에서 여러 개가 나온다. 키는 약 15-30센티미터로 몸에 털이 없으며, 잎은 어긋난다. 잎에는 살이 많으며, 잎 가장자리에는 둔한 톱니가 나 있다. 꽃은 노란색을 띠며, 6-7월에 원줄기 끝에서 무리지어 핀다.

## 쓰임새
흔히 관상식물로 기르며, 어린 잎을 살짝 데쳐 무쳐 먹는다. 한방에서 이뇨와 강장 약재로 이용한다.

## 재배 및 관리
양지바르고 배수가 잘 되는 곳에서 키운다. 반그늘에서도 잘 자라지만 양지에서 잘 자란 것이 더 튼튼하고 키가 너무 크지 않아 균형을 이룬다. 노지에서 잘 자라고 건조한 환경에서도 잘 견딘다. 씨뿌리기와 포기나누기뿐 아니라 꺾꽂이로도 잘 번식한다.

## 사진

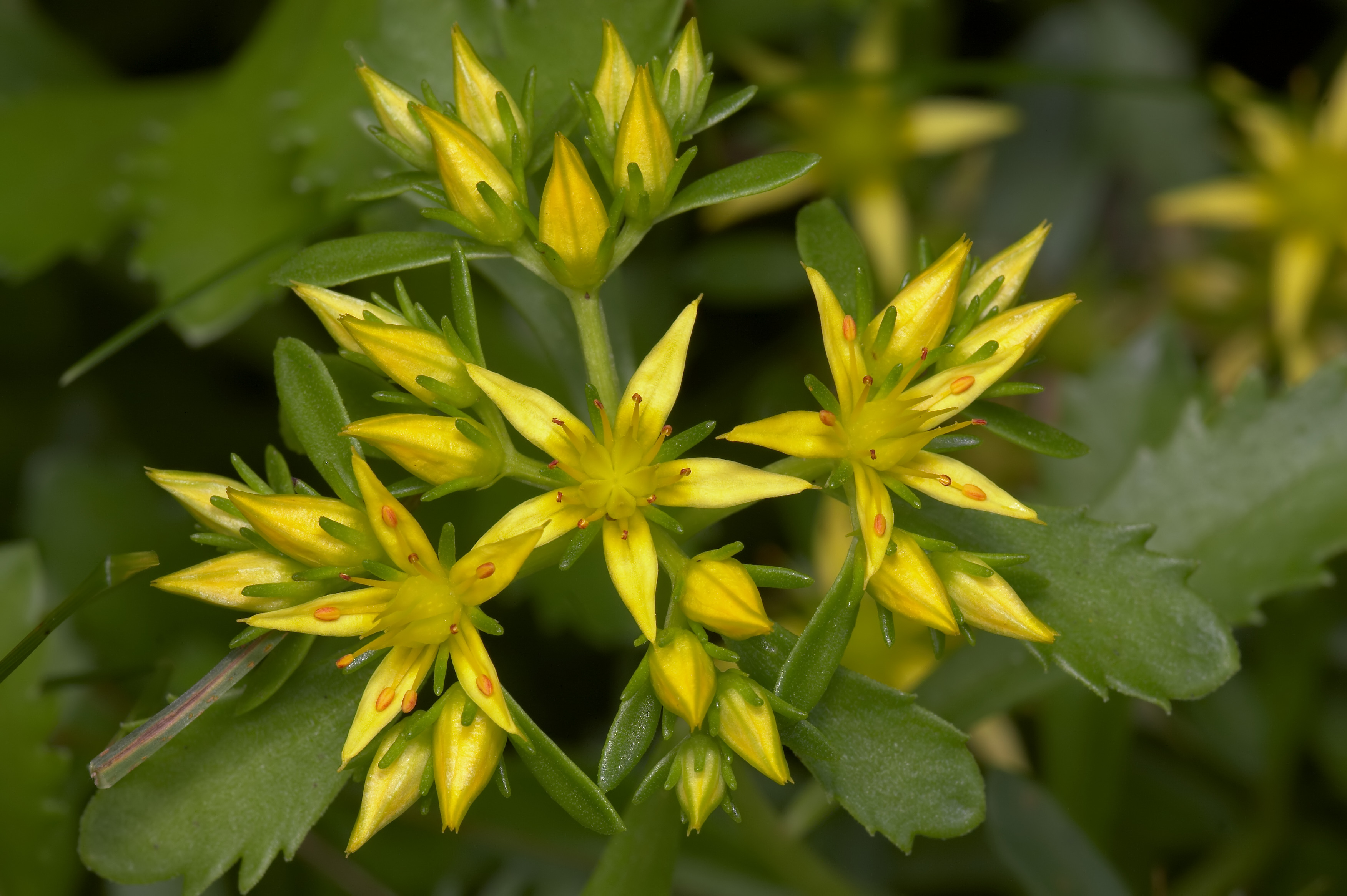
꽃